# Liste der Brücken über den Niger

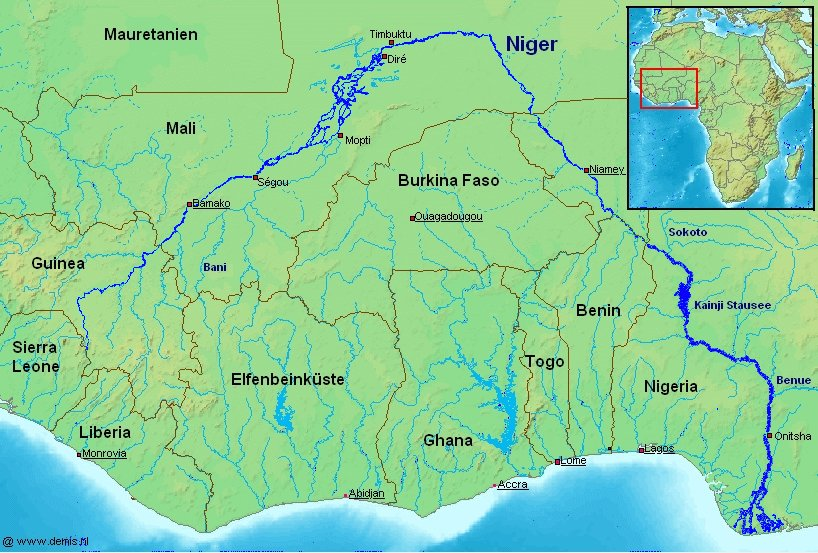

Die Liste der Brücken über den Niger nennt den Niger querende Brücken und befahrbare Staudämme von der Quelle flussabwärts zum Atlantischen Ozean.
| Bild | Name                                     | Ort                                  | Verkehrs- weg                   | Bau- jahr | Trag- werk | Staat Koordinaten                         | Anmerkung                                                               |
| ---- | ---------------------------------------- | ------------------------------------ | ------------------------------- | --------- | ---------- | ----------------------------------------- | ----------------------------------------------------------------------- |
|      |                                          | Faranah                              | N2                              |           |            | Guinea 10° 2′ 26,6″ N, 10° 45′ 6,4″ W     | Stahlfachwerkbrücke, grau gestrichen                                    |
|      |                                          | Balandougou                          | N29                             |           |            | Guinea 10° 17′ 0″ N, 10° 46′ 10″ W        | Stahlfachwerkbrücke, gelb gestrichen, einspurig                         |
|      | Eisenbahnbrücke Kouroussa                | Kouroussa                            | Bahnstrecke Conakry–Kankan      | 1910      |            | Guinea 10° 39′ 6,6″ N, 9° 52′ 16″ W       | Wird als örtliche Straßenbrücke benutzt                                 |
|      |                                          | Koumana                              | N1                              | 2000      |            | Guinea 10° 41′ 16″ N, 9° 40′ 22,5″ W      | In der Trockenzeit hat das Flussbett riesige Sandbänke                  |
|      |                                          | Koumana                              | N1                              | 2000      |            | Guinea 10° 41′ 16″ N, 9° 40′ 22,5″ W      | [ 1 ]                                                                   |
|      |                                          | Diélibakoro                          | N6                              | 2004      |            | Guinea 10° 41′ 16″ N, 9° 40′ 22,5″ W      | [ 1 ]                                                                   |
|      | Pont du roi Fahd                         | Bamako                               | RN6 (Mali), Route de l'Aéroport | 1993      |            | Mali 12° 37′ 27,5″ N, 8° 0′ 19″ W         |                                                                         |
|      | Pont des Martyrs                         | Bamako                               | RN6 (Mali), Route de l'Aéroport | 1957      |            | Mali 12° 37′ 49″ N, 7° 59′ 31″ W          |                                                                         |
|      | Barrage des Aigrettes Barrage de Damanda | Bamako                               |                                 | 1929      |            | Mali 12° 38′ 0″ N, 7° 57′ 1″ W            | Bei Niedrigwasser trockenfallendes und dann begehbares Stauwehr         |
|      | Chaussée de Sotuba                       | Bamako                               |                                 | 1927      |            | Mali 12° 38′ 43″ N, 7° 55′ 44″ W          | Bei Niedrigwasser trockenfallende und dann befahrbare natürliche Straße |
|      | Pont de l’amitié sino-malienne           | Bamako                               | Route de Sotuba                 | 2011      |            | Mali 12° 38′ 36″ N, 7° 55′ 37,3″ W        |                                                                         |
|      | Pont de Kayo de Koulikoro                | Koulikoro                            | RR 11                           | 2018      |            | Mali 12° 49′ 10″ N, 7° 37′ 10″ W          | [ 4 ]                                                                   |
|      | Barrage de Markala                       | Markala                              | RN 16                           | 1947      |            | Mali 13° 40′ 49″ N, 6° 4′ 54″ W           |                                                                         |
|      | Pont de Wabaria                          | bei Gao                              | RN 16                           | 2006      |            | Mali 16° 11′ 40″ N, 0° 1′ 42″ W           |                                                                         |
|      | Pont Djibo Bakary                        | Gothèye / Kourteye                   | N1 / N4                         | 2020      |            | Niger 13° 47′ 5″ N, 1° 38′ 50″ O          | [ 5 ]                                                                   |
|      | Pont Général Seyni Kountché              | Niamey                               |                                 | 2021      |            | Niger 13° 31′ 6″ N, 2° 3′ 33,3″ O         | [ 6 ]                                                                   |
|      | Pont Kennedy                             | Niamey                               | Boulevard de l'Université       | 1970      |            | Niger 13° 30′ 17″ N, 2° 6′ 14,4″ O        |                                                                         |
|      | Pont de l’amitié Chine-Niger             | Niamey                               | Avenue des Armées               | 2011      |            | Niger 13° 29′ 32,6″ N, 2° 7′ 2″ O         |                                                                         |
|      | Pont de Malanville                       | Malanville / Gaya                    | RNIE2 / N7                      |           |            | Benin / Niger 11° 52′ 51″ N, 3° 23′ 49″ O |                                                                         |
|      | Tuga Bridge                              | bei Bagudo (Zaire) / Tungan Gendinni | Kaoje-Dabaga Road               | 1989      |            | Nigeria 11° 20′ 27″ N, 4° 10′ 28″ O       |                                                                         |
|      | Kainji-Damm                              | bei New Bussa                        | Kainji Road                     | 1969      |            | Nigeria 9° 51′ 53″ N, 4° 36′ 46″ O        |                                                                         |
|      | Jebba Road Bridge                        | Jebba                                | A 1, Jebbah-Mokwa Road          | 1976      |            | Nigeria 9° 7′ 50″ N, 4° 48′ 57″ O         | [ 7 ]                                                                   |
|      | Jebba Railway Bridge                     | Jebba                                | Lagos-Kaduna                    | 1915      |            | Nigeria 9° 7′ 50″ N, 4° 49′ 2″ O          |                                                                         |
|      |                                          | Lokoja                               | A2A Abuja-Lokoja Rd.            |           |            | Nigeria 8° 3′ 24″ N, 6° 46′ 27″ O         |                                                                         |
|      | Soda-Brücke                              | bei Ajaokuta                         |                                 |           |            | Nigeria 7° 27′ 15,5″ N, 6° 42′ 14″ O      |                                                                         |
|      | Itobe Bridge                             | Ohunene/Itobe                        | F 119 Ajaokuta-Ayangba Road     |           |            | Nigeria 7° 25′ 52″ N, 6° 42′ 14″ O        |                                                                         |
|      | Onitsha Bridge                           | Asaba/Onitsha                        | A 232                           | 1965      |            | Nigeria 6° 8′ 1″ N, 6° 45′ 40″ O          |                                                                         |
|      | Zweite Nigerbrücke bei Onitsha           | Asaba/Onitsha                        |                                 | 2022      |            | Nigeria 6° 7′ 12″ N, 6° 45′ 17″ O         |                                                                         |
|      | Patani Bridge Forcados                   | Patani Nigerdelta                    | F 103, East-West Road           |           |            | Nigeria 5° 13′ 29″ N, 6° 11′ 42″ O        | Vierspurige Straße, Brücke                                              |
|      | Kaiama Bridge Nun                        | Kaiama Nigerdelta                    | A2, East-West Road              |           |            | Nigeria 5° 7′ 18″ N, 6° 18′ 22″ O         | Vierspurige Straße, Brücke                                              |
|      | Mbiama Bridge Orashi River               | Mbiama Nigerdelta                    | F 103, East-West Road           |           |            | Nigeria 5° 3′ 39″ N, 6° 27′ 3″ O          | Vierspurige Straße, Brücke                                              |